# 渋前村
渋前村（しぶくまそん）は、山口県玖珂郡にあった村。現在の岩国市美和町の中心部にあたる。

## 地理
- 山岳：妙見山、権見山
- 河川：小郷川

## 歴史
- 1889年（明治22年）4月1日 - 町村制の施行により、上駄床村・下駄床村（現・美和町田ノ口）・渋前村・西畑村の区域をもって発足。
- 1904年（明治37年）1月1日 - 藤谷村と合併して坂上村が発足。同日渋前村廃止。